# Coccocypselum cordifolium
Coccocypselum cordifolium är en måreväxtart som beskrevs av Christian Gottfried Daniel Nees von Esenbeck och Carl Friedrich Philipp von Martius. Coccocypselum cordifolium ingår i släktet Coccocypselum och familjen måreväxter. Inga underarter finns listade i Catalogue of Life.